# Acreínos
Acreínos (cientificamente denominados Acraeini; ex família Acraeidae ou subfamília Acraeinae) são uma tribo de insetos da ordem Lepidoptera, família Nymphalidae e subfamília Heliconiinae, classificada por Jean-Baptiste Alphonse Dechauffour de Boisduval no ano de 1833 e que encontra o seu principal centro de espécies na região afro-tropical, com o gênero Acraea, e na região neotropical das Américas, com o gênero Actinote; contendo poucas espécies de borboletas distribuídas pela região indo-malaia e Australásia.

## Características principais de borboletas Acraeini
As borboletas da tribo Acraeini são de tamanho pequeno a médio, indo de dois e meio a dez centímetros de envergadura. Os adultos podem expulsar um fluido amarelo desagradável de seu protórax, tornando-os impalatáveis e os deixando protegidos da predação; proporcionando-lhes um formato de asas estreito e um voo lento. Por tais propriedades, adquirem uma coloração de advertência, ou aposemática, apresentando tons de cores predominantes em negro, marrom, vermelho, abóbora, laranja, amarelo, ou em tons arenosos, podendo até mesmo apresentar as suas asas translúcidas. Algumas espécies das encostas da cordilheira dos Andes (antes pertencentes aos gêneros Abananote e Altinote) são ricamente coloridas. Tais combinações se tornam um modelo, através de seleção natural, para outras espécies e subespécies de um mesmo gênero ou para espécies de gêneros e famílias distintos, tornando esta tribo de difícil identificação e intensamente envolvida em padrões de mimetismo. Como exemplos de mimetismo entre Acraeini e outras espécies, citam-se o Heliconiini Eueides pavana e a fêmea do Pieridae Dismorphia melia, que imitam Actinote nas florestas tropicais e subtropicais úmidas das Américas.

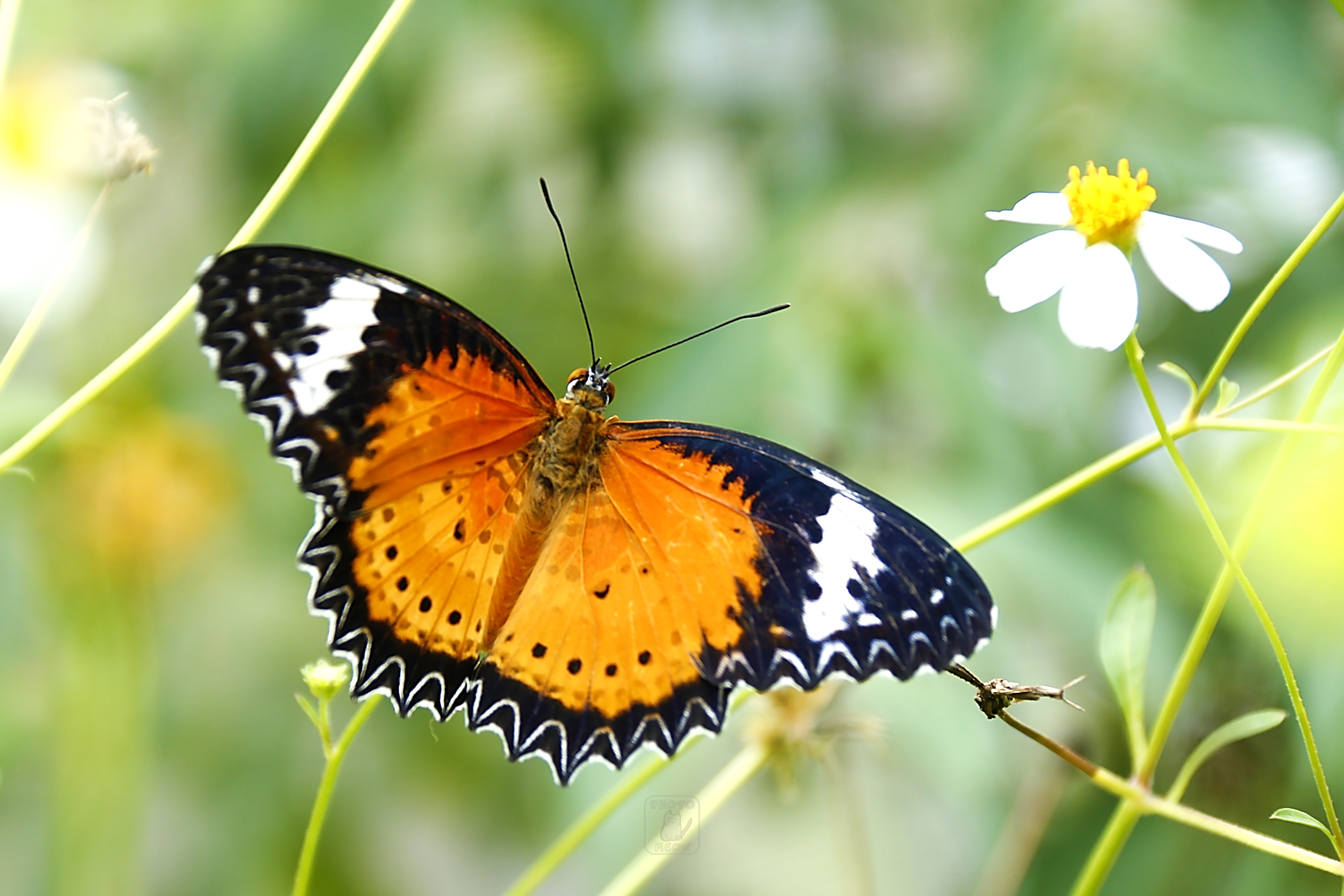
Borboleta Cethosia fotografada em Singapura.
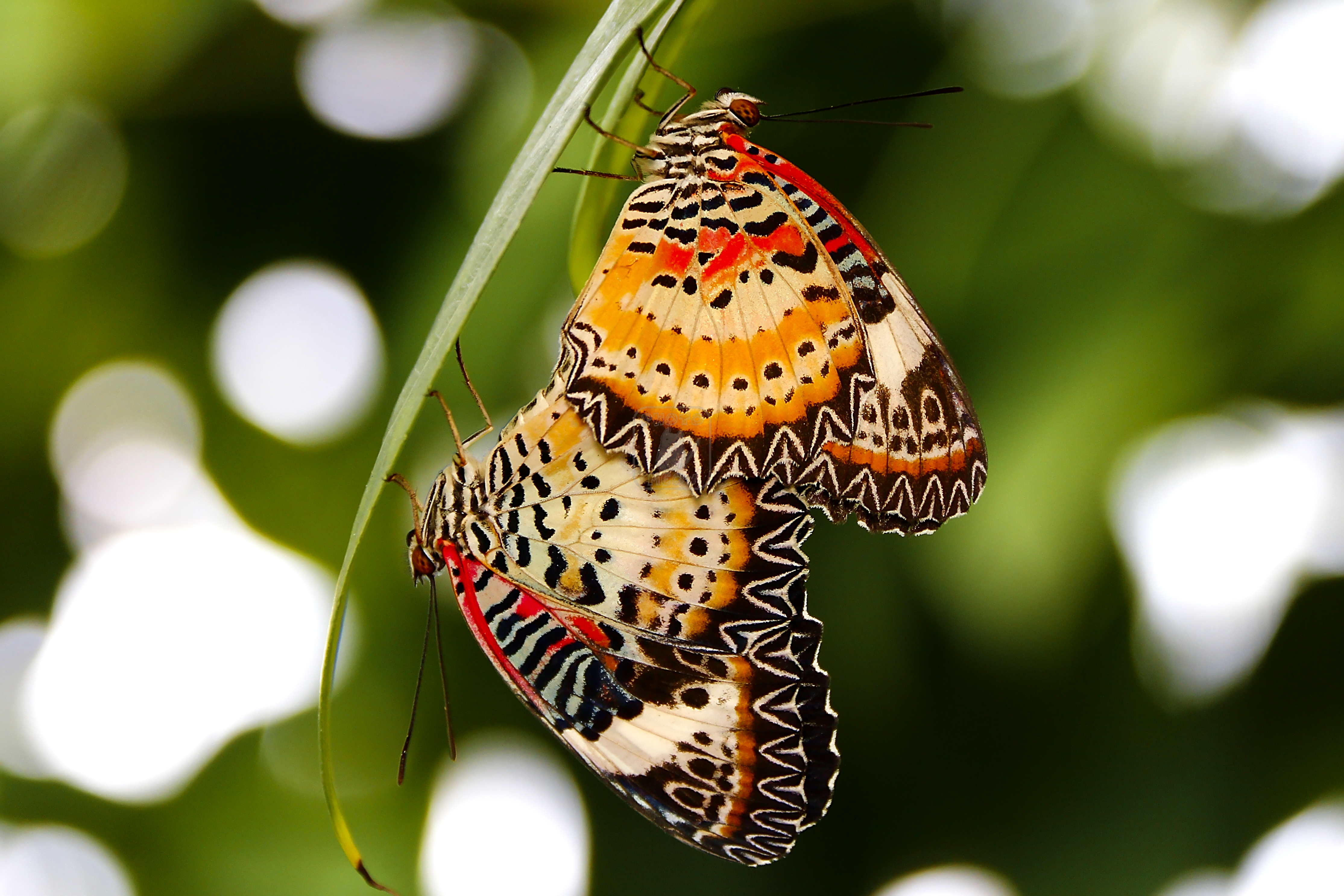
Cethosia é um gênero de Acraeini com asas bem desenhadas por baixo. Na fotografia, macho e fêmea em cópula.
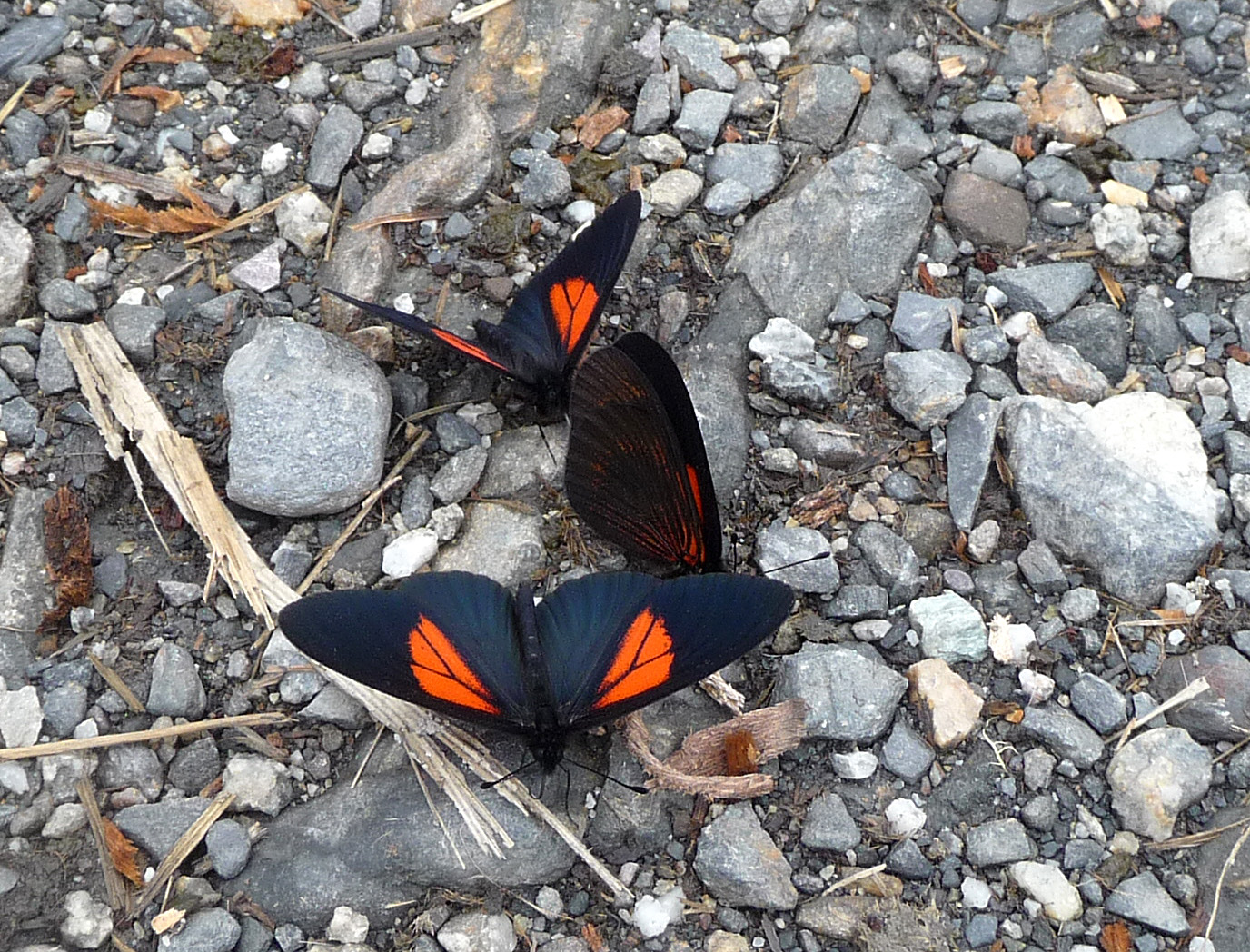
Acraeini sul-americanos, como este Actinote ozomene (ex espécie do gênero Altinote), podem apresentar tons azuis nas asas.

## Habitat, hábitos e alimentação do adulto
Borboletas Acraeini são encontradas em uma ampla variedade de habitats, da densa floresta primária até florestas secundárias, savanas e ambientes antrópicos, como campos, pastos ou parques e jardins de cidades.[carece de fontes?] Se alimentam do néctar de flores, por vezes com vários indivíduos reunindo-se nos arbustos.

## Gêneros de Acraeini e distribuição geográfica
De acordo com Markku Savela, TOLWEB.
- Abananote Potts, 1943 - Novo Mundo.[2] (atualmente Actinote)[3]
- Acraea Fabricius, 1807 - Velho Mundo e Oceania.[2]
- Actinote Hübner, [1819] - Novo Mundo.[2]
- Altinote Potts, 1943 - Novo Mundo.[2] (atualmente Actinote)[3]
- Cethosia Fabricius, 1807 - Velho Mundo e Oceania.[2][10]
- Miyana Fruhstorfer, 1914 - Oceania.[2]
- Pardopsis Trimen, 1887 (espécie de gênero monotípico: Pardopsis punctatissima) - Velho Mundo.[2]

## Galeria de fotos e ilustrações deAcraea

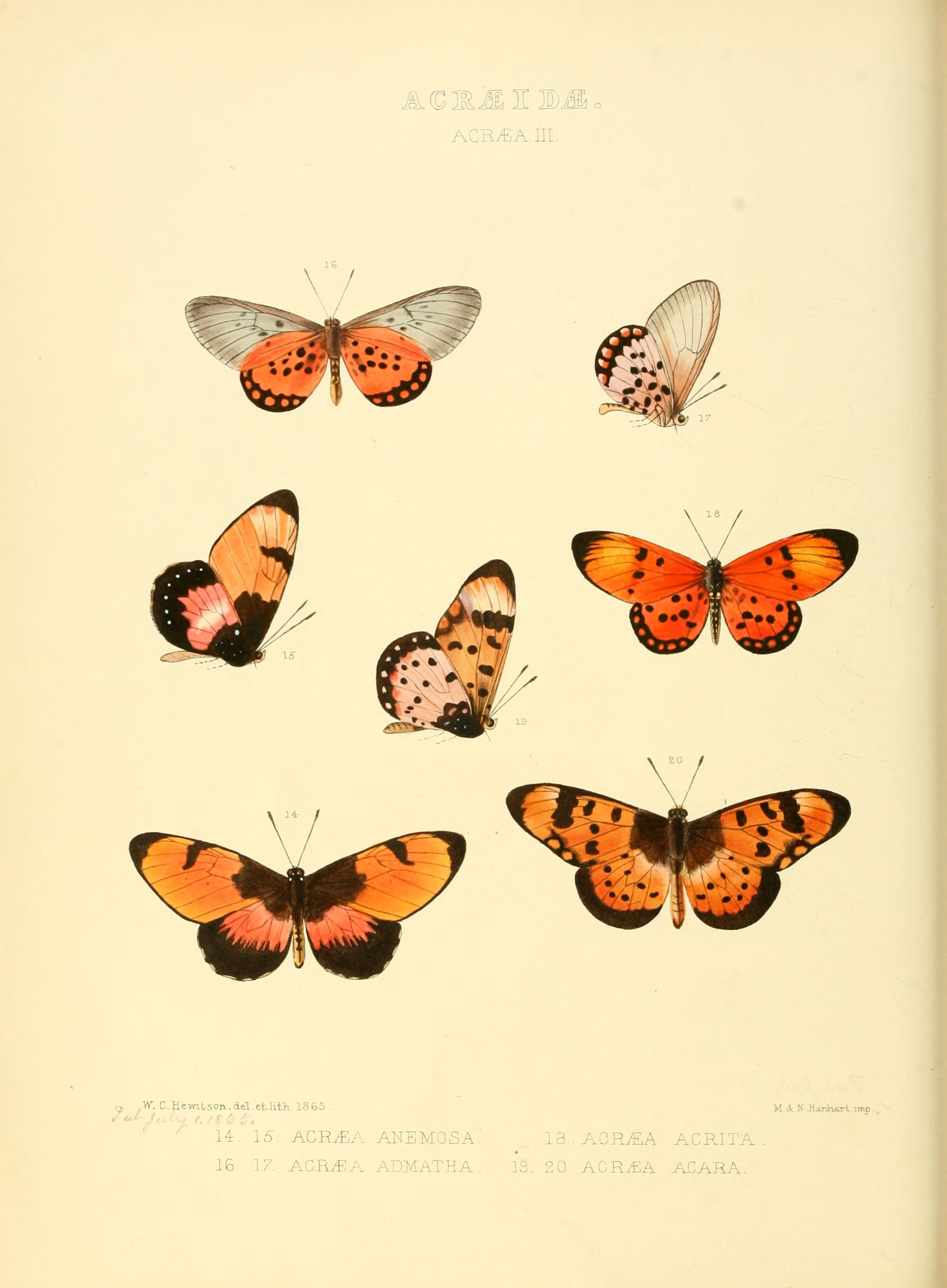
Ilustração contendo as borboletas do gênero Acraea.
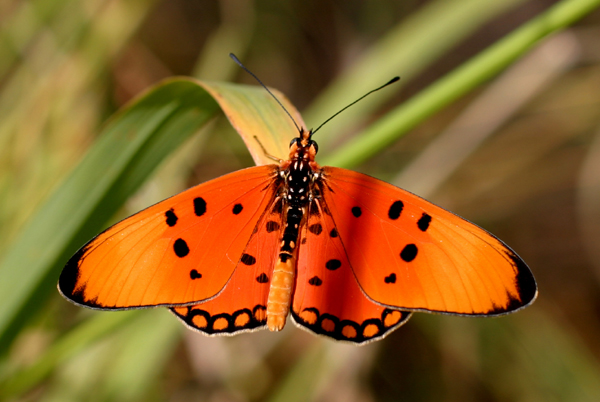
Macho de Acraea acrita, uma espécie encontrada no norte de Angola.
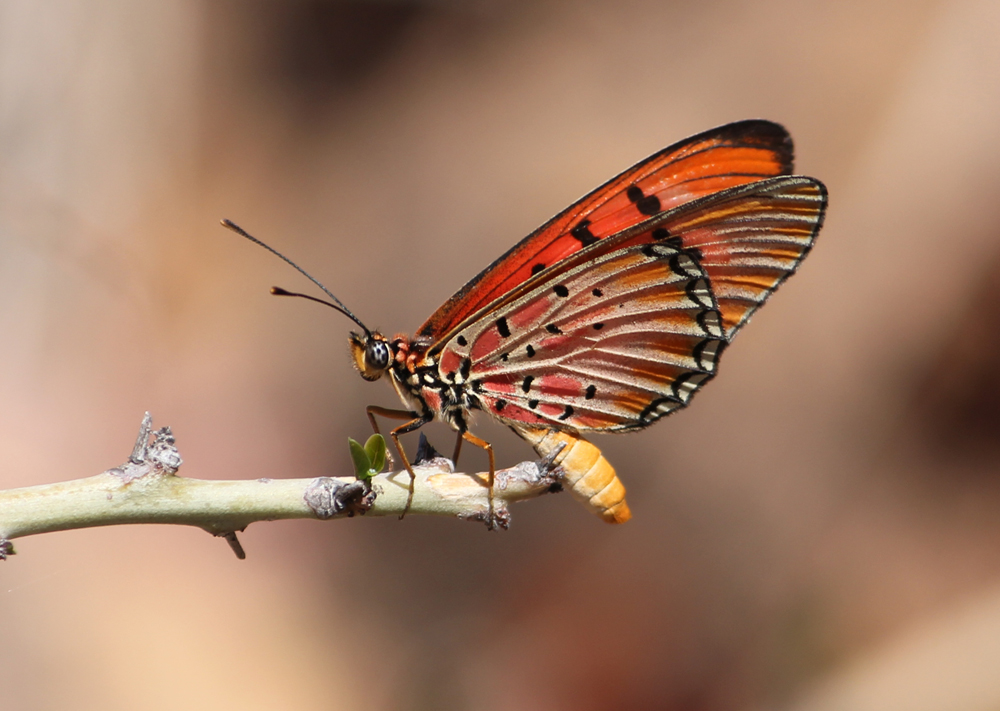
Acraea aglaonice, uma espécie encontrada em Moçambique.
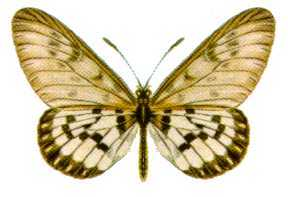
Acraea andromacha, uma espécie de asas translúcidas, encontrada na Nova Guiné e Austrália.
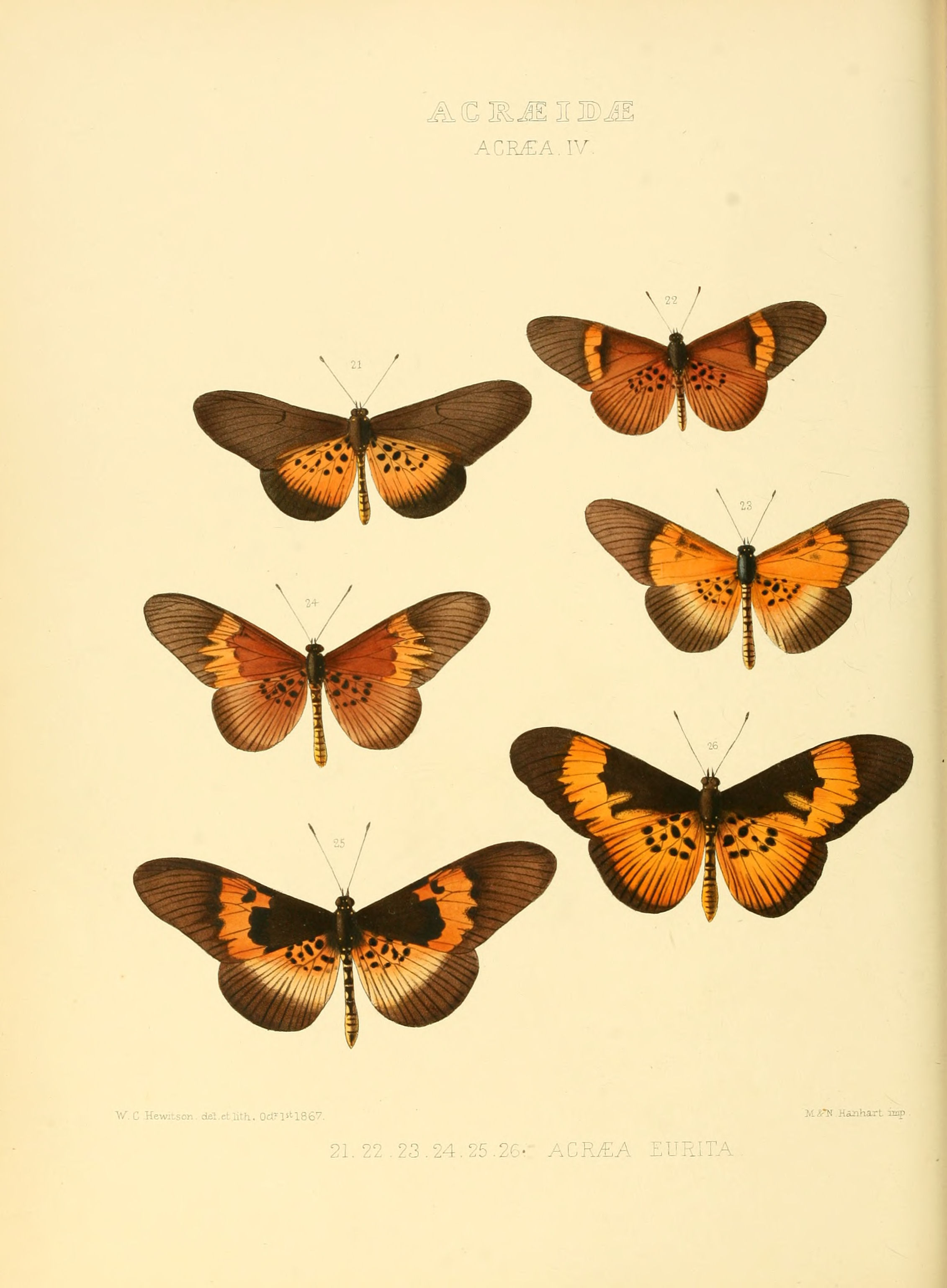
Ilustração contendo as borboletas do gênero Acraea.

## Fotos e ilustrações de mímicos de Acraeini

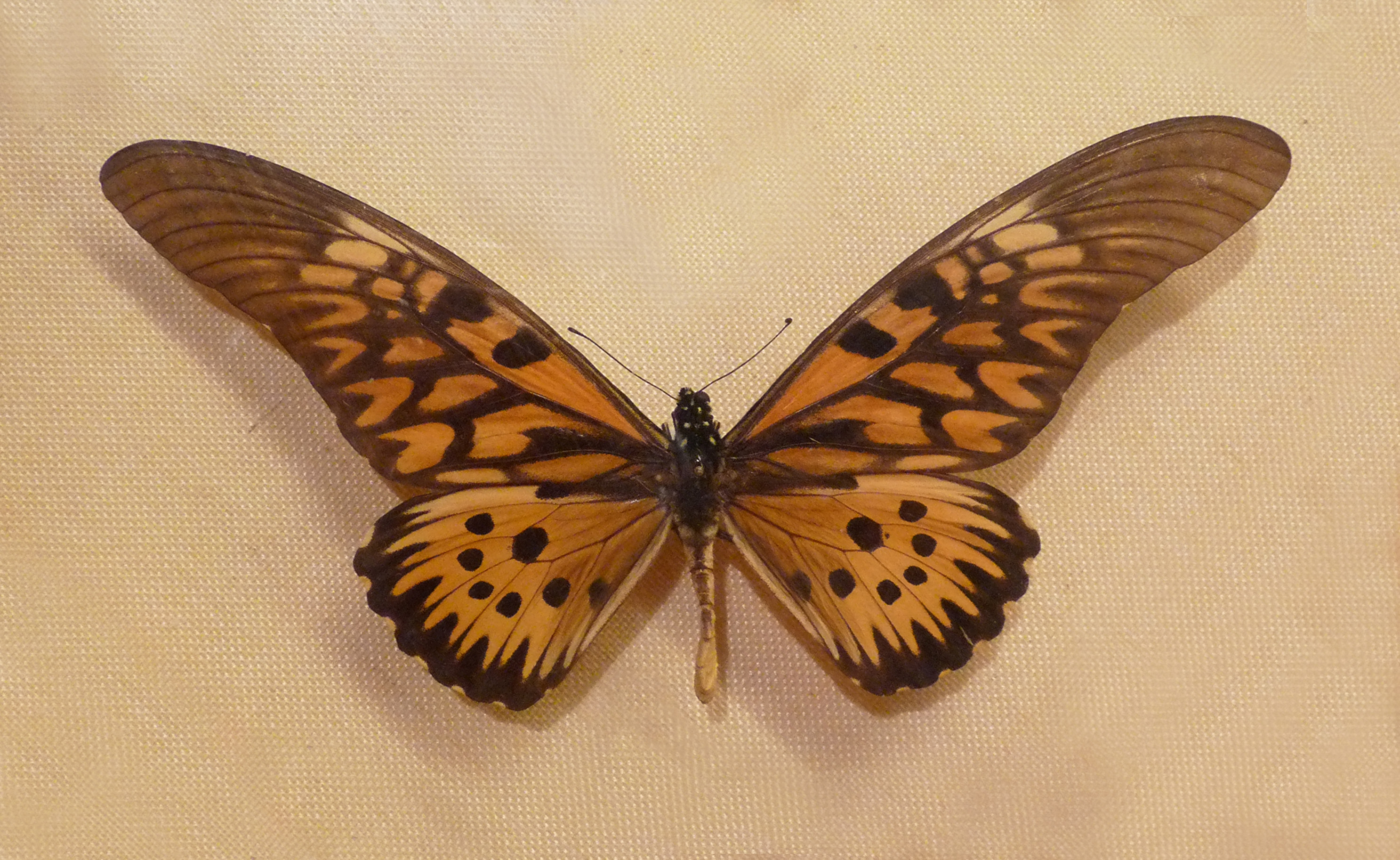
Papilio antimachus, um Papilionidae com padrão mimético similar ao de espécies de Acraeini africanas.
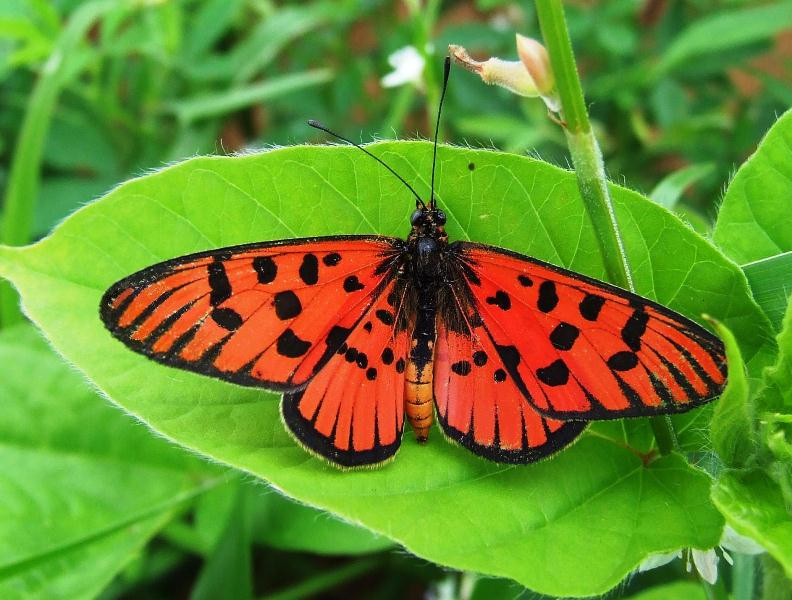
Uma borboleta Acraea atolmis, mostrando o padrão mimético copiado por Papilio antimachus.
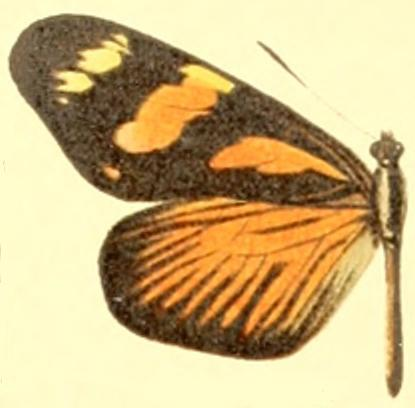
Ilustração da asa esquerda da fêmea do Pieridae Dismorphia melia, uma espécie que mimetiza Acraeini do gênero Actinote na região neotropical.
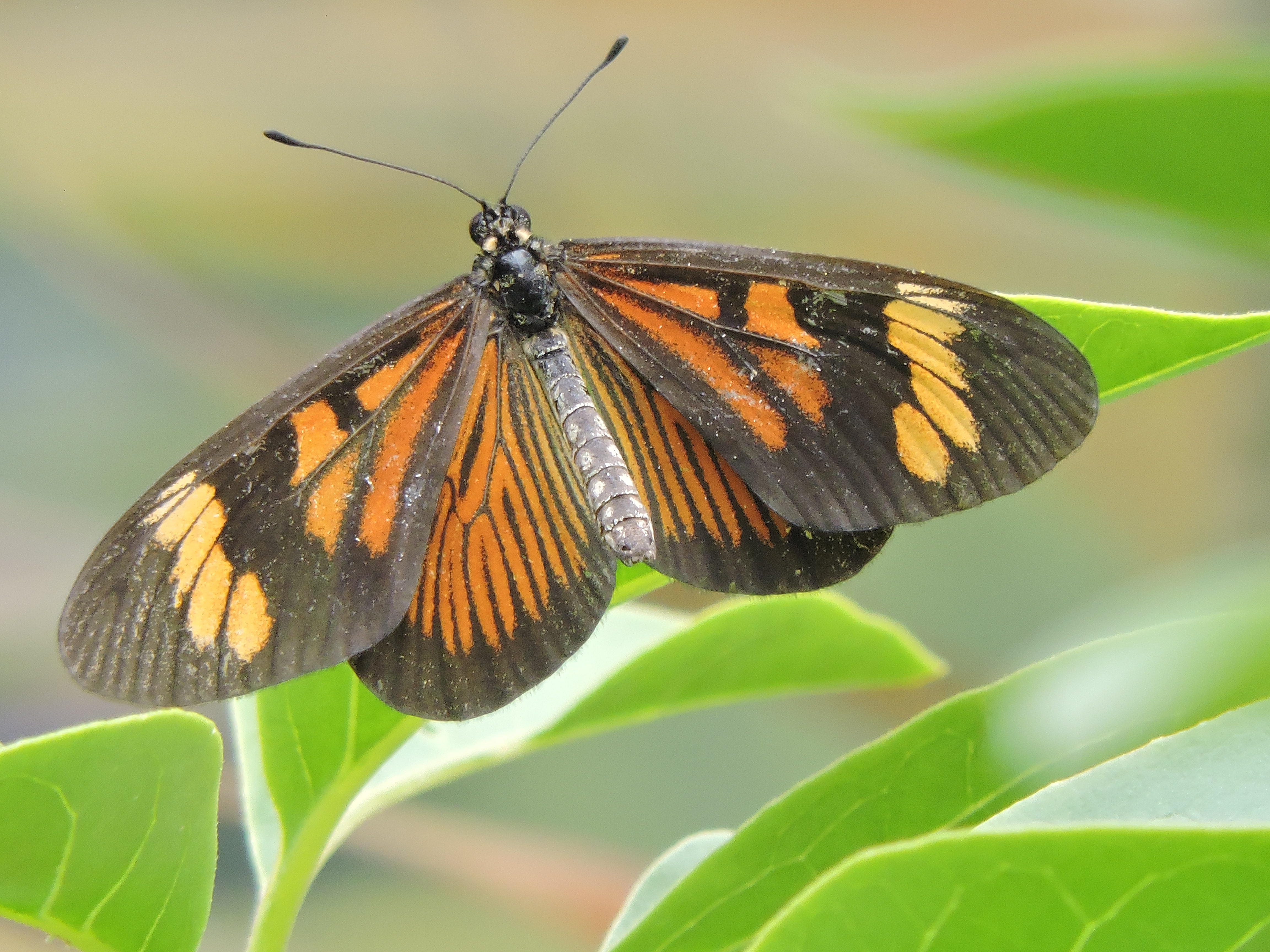
Um Acraeini sul-americano do gênero Actinote, fotografado no Guarujá (SP).
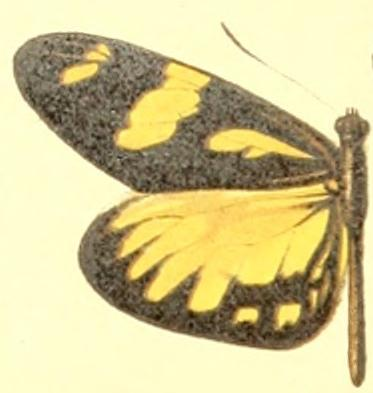
Ilustração da asa esquerda do macho do Pieridae Dismorphia melia.